# ISO 3166-2:TO

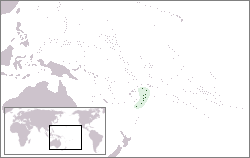
Lokalita státu Tonga na mapě

Kódy ISO 3166-2 pro Tongu identifikují 5 regionů (stav v roce 2015).

## Seznam kódů
```
TO-01 'Eua
TO-02 Ha'apai
TO-03 Niuas
TO-04 Tongatapu
TO-05 Vava'u
```